# ساحل جوان ۲
ساحل جوان ۲ (به انگلیسی: Teen Beach 2) یک فیلم اصیل شبکهٔ دیزنی محصول سال ۲۰۱۵ و ادامهٔ فیلم ساحل جوان می‌باشد.

## بازیگران
- روس لینچ در نقش بردی
- مایا میچل در نقش مک کنزی
- گریس فیلیپس در نقش للا
- گرت کلیتون در نقش تانر
- جان دلوکا در نقش بوچی
- کریسی فیت در نقش چی چی
- پایپر کردا در نقش آلیسا
- بت لاک در نقش مادر بردی
- جوردن فیشر در نقش سیکات
- ریموند ای. چم جونیور در نقش دِوُن
- راس باتلر در نقش اسپنسر
- مولی‌گری در نقش گیگلِس
- جسیکا لی کلر در نقش استراتس
- ویلیام لافتیس در نقش لونات
- کنت بوید در نقش راسکل